# Enkronasväg
Enkronasvägar är enkla vägar som byggdes i Västerbottens län mellan 1932 och 1942. Vägarna byggdes utan större förberedande formaliteter med ett statsbidrag på en krona per meter, därav namnet ”enkronasväg”. Syftet var att förbinda byar i väglöst land med det allmänna vägnätet.
Västerbottens läns inland hade vid 1930-talets början ett stort antal småbyar och enskilda fastigheter som saknade körbar väg och därför hade svårt att sälja egna produkter. För att få till en ekonomisk utveckling i detta område så började man 1932 att bygga enkla och smala vägar, på initiativ av länets landshövding Gustav Rosén. Statsbidraget för en sådan väg uppgick normalt till en krona per meter, vilket motsvarade cirka 25 % av byggnadskostnaden. Om flera gårdar sammanbands med allmän väg kunde statsbidraget bli upp till tre kronor per meter. 
Bestämmelser för hur vägarna skulle byggas saknades, så de fick en mycket varierad standard. Vägbredden var från början mellan 2,5 och 2,75 meter, vilket senare utökades till 3 meter. Mötesplatser saknades i allmänhet och det var vanligt med grindar över vägen. Totalt byggdes det 840 vägstumpar med en sammanlagd längd av 1 270 kilometer. Vägbyggandet gav även en lindring av arbetslösheten under den stora depressionen. En stor del av vintervägarna i Västerbotten avvecklades även som en följd av den kraftiga vägförtätningen.

## Roséns snörliv
De fackverksbroar och vägtrummor som byggdes till enkronasvägarna var enkla och oftast i trä. När vägarna breddades så levde många av de smala fackverksbroarna kvar, vilket i folkmun kallades för "Roséns snörliv". Troligen finns ingen bro av denna typ kvar i dag.